# Patrick Deneen
Patrick Deneen (* 25. Dezember 1987 in Redmond, Washington) ist ein US-amerikanischer Freestyle-Skier. Er ist auf die Buckelpisten-Disziplinen Moguls und Dual Moguls spezialisiert. 2009 wurde er Moguls-Weltmeister.

## Biografie
Deneens Vater war Teilhaber und Manager des Skigebiets Hyak am Snoqualmie Pass im Bundesstaat Washington. Der Sohn erhielt Hausunterricht, so dass er viel Zeit für den Sport zur Verfügung hatte. Als Siebenjähriger bestritt Deneen die ersten alpinen Skirennen, in seiner Jugend übte er auch die Reitsportart Reining aus. Im Alter von 15 Jahren entschied er sich endgültig für das Buckelpistenfahren. Am 15. Januar 2005 gab er in Lake Placid sein Debüt im Weltcup. Nach einer verletzungsbedingten Pause gewann er 2006 die Moguls-Bronzemedaille bei den Juniorenweltmeisterschaften.
Während der Saison 2006/07 bestritt Deneen Rennen im Nor-Am Cup. Mit guten Leistungen in dieser Kontinentalmeisterschaft sicherte er sich wieder einen Startplatz im Weltcup. Am 18. Januar 2008 holte er die ersten Weltcuppunkte, als er in Lake Placid Dritter wurde; dieses Ergebnis wiederholte er zwei Tage später am selben Ort. Im Verlaufe der Saison 2007/08 etablierte er sich fünf weiteren Top-10-Platzierungen (darunter einem weiteren dritten Platz) an der Weltspitze. Dies brachte ihm die Auszeichnung Rookie of the Year ein.
Deneens Leistungen in der Saison 2008/09 waren höchst unkonstant und reichten vom 3. bis zum 47. Platz. Bei den Weltmeisterschaften 2009 in Inawashiro. Im Moguls-Wettbewerb gelang es ihm erstmals, in beiden Läufen fehlerfrei den neuen Sprung Back X – einen Backflip mit gekreuzten Skiern – zu zeigen. Damit sicherte er sich mit einem großen Punktevorsprung den Weltmeistertitel. Zu Beginn der Saison 2009/10 folgten wieder unkonstante Leistungen. Mit einem Sieg bei der US-amerikanischen Ausscheidungen sicherte er sich jedoch die Qualifikation für die Olympischen Winterspiele 2010. Beim olympischen Wettkampf in Cypress Mountain stürzte er und wurde auf den 19. Platz klassiert. Im Weltcup folgten anschließend zwei Podestplätze in Åre.
Am 11. Dezember 2010 gewann Deneen in Ruka erstmals einen Moguls-Wettbewerb im Weltcup. In der Saison 2011/12 folgten drei weitere Siege, was sowohl in der Gesamt- als auch in der Disziplinenwertung den zweiten Platz ergab. Im Winter 2012/13 erzielte Deneen sechs Podestplatzierungen, bei den Weltmeisterschaften 2013 in Voss gewann er in beiden Disziplinen die Bronzemedaille. Im Winter 2013/14 gelangen ihm drei Weltcup-Podestplatzierungen.

## Erfolge

### Olympische Spiele
- Vancouver 2010: 19. Moguls
- Sotschi 2014: 6. Moguls

### Weltmeisterschaften
- Inawashiro 2009: 1. Moguls, 5. Dual Moguls
- Deer Valley 2011: 5. Dual Moguls, 6. Moguls
- Voss 2013: 3. Moguls, 3. Dual Moguls
- Kreischberg 2015: 4. Moguls, 7. Dual Moguls

### Weltcupwertungen
- Saison 2007/08: 5. Moguls-Weltcup
- Saison 2009/10: 7. Moguls-Weltcup
- Saison 2010/11: 4. Moguls-Weltcup
- Saison 2011/12: 2. Gesamtweltcup, 2. Moguls-Weltcup
- Saison 2012/13: 5. Gesamtweltcup, 3. Moguls-Weltcup
- Saison 2013/14: 3. Moguls-Weltcup

### Weltcupsiege
Deneen errang bis jetzt 23 Podestplätze, davon 4 Siege:
| Datum             | Ort              | Land       | Disziplin   |
| ----------------- | ---------------- | ---------- | ----------- |
| 11. Dezember 2010 | Ruka             | Finnland   | Moguls      |
| 19. Februar 2012  | Naeba Ski Resort | Japan      | Dual Moguls |
| 10. März 2012     | Åre              | Schweden   | Dual Moguls |
| 18. März 2012     | Megève           | Frankreich | Dual Moguls |

### Juniorenweltmeisterschaften
- Krasnoe Ozero 2006: 3. Moguls

### Weitere Erfolge
- 3 Siege im Nor-Am Cup
- 2 Siege in FIS-Rennen